# 北条氏照

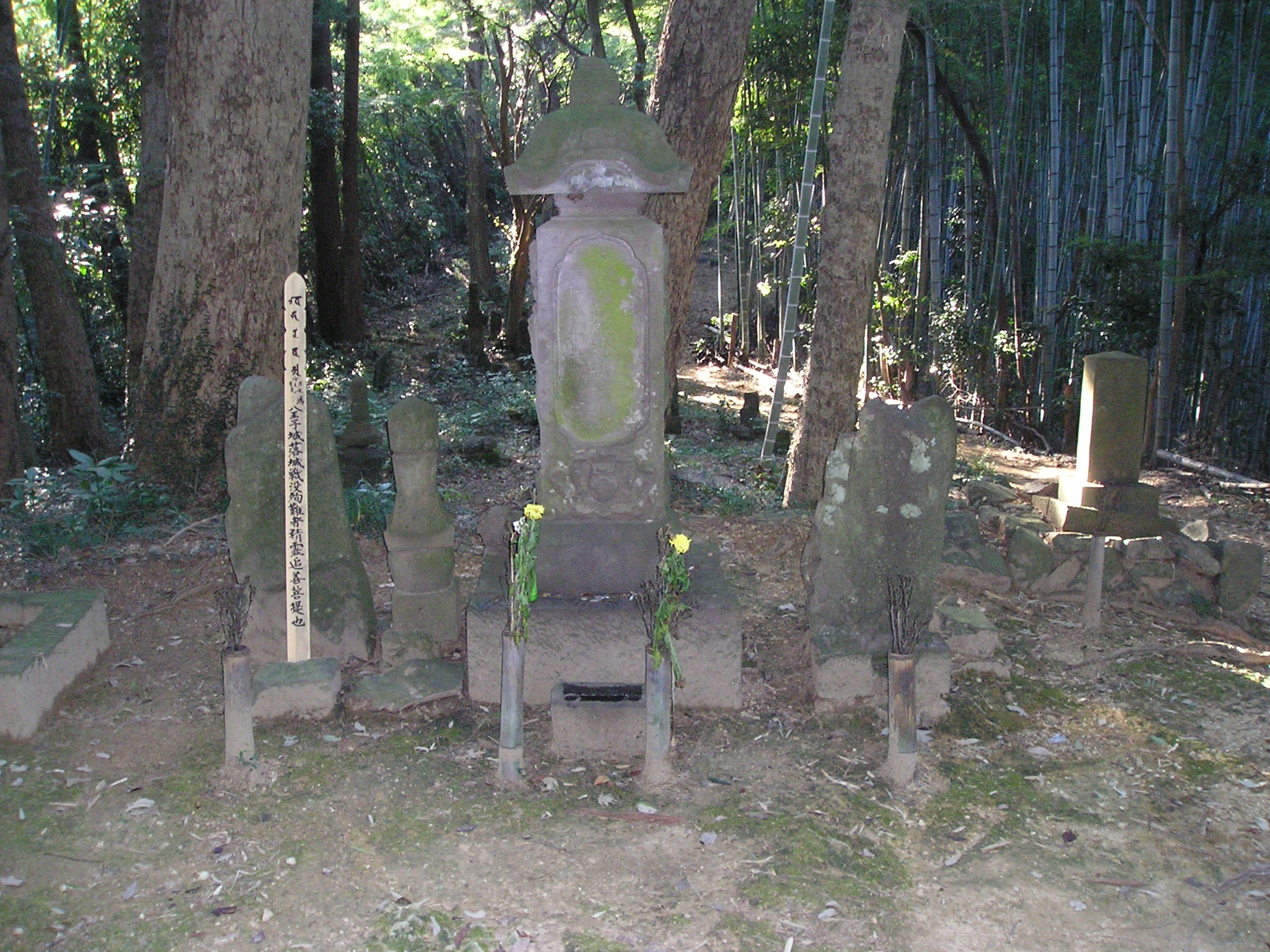
八王子城付近に建つ北条氏照の墓。墓の左右は北条氏照家臣中山家範とその孫、中山信治の墓。背後の石塔群は氏照の家臣団の墓とされている

北条 氏照（ほうじょう うじてる）は、戦国時代から安土桃山時代にかけての武将。

## 生涯

### 幼少期
天文11年（1542年）に、北条氏康と瑞渓院の子、氏康の三男として生まれる。
弘治元年（1555年）11月に下総葛西城で行われた古河公方・足利義氏の元服式に、兄弟で唯一、父・氏康と一緒に参加している。

### 大石家への養子入り
弘治2年（1556年）5月、大石家の領国である相模国座間郷に所在した神社の再興にあたって大檀那を務めており、この頃、大石家の領国支配に関与し始めたとみられている。また、同年に元服したとされ、仮名の源三と諱の氏照を名乗ることになる。
永禄2年（1559年）11月、大石家の本城・由井城に入り、自ら由井領の領国支配を開始する。この年大石定久の娘・比左を娶り、養子縁組をして大石源三氏照と名乗り、家督を譲られる。
- 弘治元年（1555年）頃まで、大石氏の当主は大石綱周という人物であったことが分かっており、綱周は定久の息子で比佐の父親、つまり氏照の養父であったとする説が近年有力視されている[10][11]。弘治元年頃に綱周が隠居もしくは死去に伴って新しい当主を立てる必要が生じていたが、大石氏の一族の家臣の中にはいまだに上杉氏などと連動して北条氏に叛旗を翻そうとする勢力がいたため、氏康は大石氏を確実に掌握して西武蔵を安定化させるために、自分の息子を養子として送り込んだとみられている[11]。

大石家に養子入りした後もしばらくの間、具体的な領国支配は、氏康が管理し、家老としてつけられた狩野泰光（後の法円宗円）と庄式部少輔が当たっている。
自領であった現・相模原市方面の各村への文書では「油井源三」を名乗っている。
永禄4年（1561年）2月、氏照は滝山城に入城したとされている。しかし、永禄4年6月まで続いた上杉謙信の関東侵攻で滝山城が使われていないことから、少なくても永禄4年7月以降の入城でないとおかしいと指摘され、さらにそもそも永禄4年当時まだ滝山城そのものが存在していなかったとする説も出されるようになり、現在は後者が有力視されている。また、天正2年（1574年）初頭、足利義氏が古河城、氏照が栗橋城に在城していることが確認できることから、滝山城ではなく、栗橋城に入城した可能性が高いとされている。
永禄5年（1562年）3月、前年に北条氏に滅亡させられ、由井領に北接して展開していた国衆・三田氏の領国であった勝沼領を与えられて由井領に併合した。それにともなって永禄6年から永禄10年までの間に、新たな本拠として滝山城を構築し、移ったと考えられている。
「涌井文書」によると、永禄4年（1562年）の下野国の佐野氏との外交を皮切りに、永禄12年（1569年）には、氏邦と共に上杉氏との越相同盟の実現などを画策、伊達氏とも濃密な外交関係を築くなどした。伊達政宗、蘆名氏との外交も担当している。氏照の外交相手は、下野国の国人、古河公方足利氏の勢力圏、そして奥州の大名達が中心であった。
永禄10年（1567年）からは北関東・南関東の取次を務めるようになり、北条家の外交・軍事において重要な役割を担い始めた。
永禄12年（1569年）、武田信玄の軍勢が小仏峠・碓氷峠を越え武蔵国・相模国に侵攻した。氏照は中山家範・横地吉信らに迎撃を命じたが、高尾山麗の廿里（現、八王子市廿里町、廿里古戦場）にて敗退。その後余勢を駆って押し寄せた武田勢に攻め立てられ、滝山城は三の丸まで陥落し氏照は二の丸で指揮をとったという。
氏照本人が同年10月24日に、越後の上杉輝虎の家臣・山吉豊守および河田重親に宛てた書状（上杉家文書）には、滝山城の城下町である宿三口で戦いが行われたと書かれており、実際に三の丸まで攻め込まれたかは不明である。
その後、武田の軍勢が小田原城を囲んだ。撤退する武田勢を氏照・氏邦の軍勢が迎え撃ったが、小田原から追撃してきた本隊の動きが遅く挟撃体制は実現しなかった。この間に武田別働隊が氏照・氏邦の陣よりさらに高所から襲撃し戦局は一転、氏照・氏邦は敗北した。戦国最大規模の山岳戦として知られる三増峠の戦いである。
この年の12月までに大石から北条姓に戻している。

### 北条復姓後
天正2年（1574年）1月以降、下総国関宿城の攻撃を本格化させ、佐竹義重の斡旋を受けて、簗田持助は同年閏11月16日には抵抗を諦め、19日には開城した。
これ以降、古河公方・足利義氏の後見を務め、利根川水域を支配した。その後、氏照は栗橋城に入るが、古河公方足利義氏が栗橋城を居城としている時期（天正5年から9年頃）があり、あくまで氏照は同城の城代であったと考えられている。
天正3年（1575年）6月、氏政は氏照らを下野国に侵攻させ、氏照は榎本城を攻めて落城させた。北条軍は更に小山秀綱の本城を攻め、12月には小山城を落城させた。
この年頃から北条支城のみならず、小田原城の総奉行として働くようになり、同年から天正4年（1576年）までの間に陸奥守を称するようになる。
天正6年（1578年）、上杉氏の家督争い御館の乱が起こると、実弟の上杉景虎の援軍要請に応じた兄・北条氏政の名代として、氏邦と共に越後に出陣した。北条勢は三国峠を越えて坂戸城を指呼の間に望む樺沢城を奪取し、坂戸城攻略に着手した。しかし上杉景勝方は坂戸城をよく守り、また冬が近づいてきたこともあって、北条勢は樺沢城に氏邦・北条高広らを置き、北条景広を遊軍として残置して関東に撤退した。景勝方は冬季間も攻勢を止めず、景虎は同冬中の翌年の3月、三国峠の雪解けを迎える前に自害した。

### 織田、豊臣との接触
天正7年（1579年）、甲相同盟が手切りとなると、北条氏は織田信長、徳川家康との同盟交渉を開始し、9月11日には氏照の使者が信長の本拠安土城に到着している。
天正8年（1580年）には織田氏に従属の表明と氏政の言上を伝えるために本家の宿老笠原康明と氏照宿老の間宮綱信を派遣し、3月10日信長に謁見している。この年の5月15日に氏照は甲斐西原に侵攻している。
天正10年（1582年）6月の本能寺の変で信長が死去すると、織田領の混乱を見て甥の北条氏直らと共に織田領の上野に侵攻し、信長の家臣滝川一益を破って北条領を拡大した（神流川の戦い）。信長死後を継いだ豊臣政権からは離れ、甲斐国や信濃国に侵攻した（天正壬午の乱）。その後、天正12年（1584年）から天正15年（1587年）の間には本拠を滝山城から八王子城に移している。

### 小田原合戦
六巻本『北条記』によると、天正18年（1590年）、豊臣秀吉の小田原合戦の際には、自身は小田原城に籠城し、居城である八王子城には横地監物、中山勘解由、狩野一庵、近藤出羽守らを置いて守らせた。八王子城は、前田利家の降服を勧める使者を殺害して籠城を続けたが、先に投降した後北条氏の旧臣らが率いる1万5千余の兵によって攻略された。
六巻本『北条記』によると、小田原開城後、氏照は7月9日に兄・氏政と共に城を出て医師・田村安清の宿所に移り、同月11日の晩に自害を命じられ、氏政とともに切腹した。弟の氏規が介錯した後、自害しようとして騒動になり、その隙に氏照の小姓・山角牛太郞が氏照の首を持って逃げ落ちたが、取返され、山角は主君思いだとして徳川家康に召し出されたという。
『寛政重修諸家譜』の江戸幕府奥医師・田村安栖家の系譜では、侍医で京都紫野大徳寺の住職日新和尚の兄で、笠原弥六郎（笠原越前守養子）の実父にあたる田村長傳（安栖）の宅で切腹したとされている。
『北条五代記』によると、法名は「青雲院殿透岳関公大居士」。
辞世は、
- 「吹くと吹く 風な恨みそ 花の春 もみじの残る 秋あればこそ」[39]
- 「天地（あまつち）の 清き中より 生まれきて もとのすみかに 帰るべらなり」[40]
- 「宝匣未だ闢かざるに虚空を截断し、電巻き雷走って編界に蹤なし」

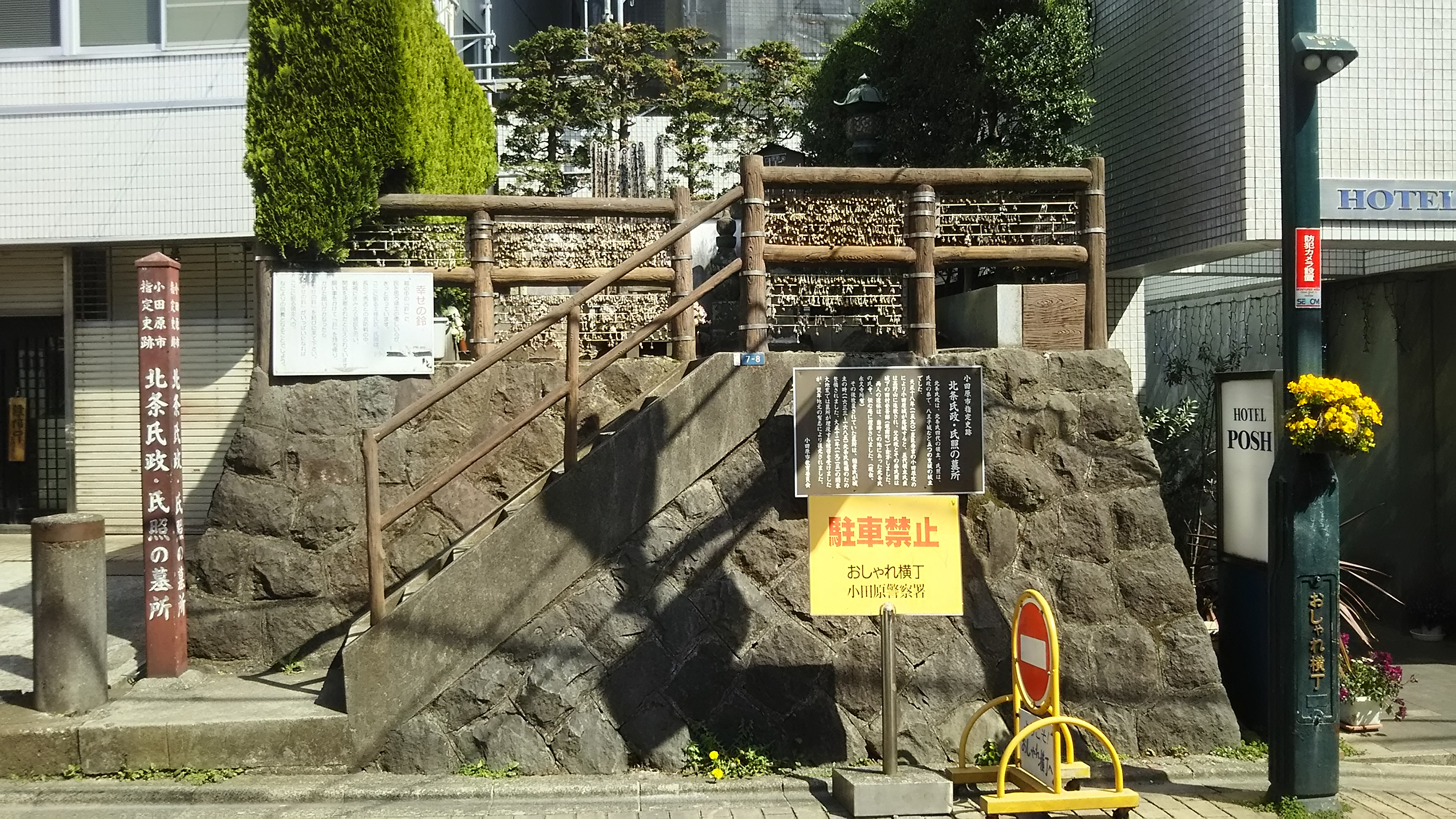
小田原駅東口近く北条氏政・氏照公の墓所全体像

小田原駅東口近くに、北条氏政・氏照の墓所がある。また没後、八王子に家臣・中山家範の子孫である中山信治が供養塔を建造し、八王子市元八王子3丁目に今も現存している。

## 人物
- （六巻本）『北条記』は、「氏政の舎弟の中にても武勇勝れて殊に大名なり。」と評している[43]。
- 三浦浄心『北条五代記』は、「世にひいでたる。文武の達人たり」と評している[44]。

## 備考
- 名前は「氏輝」と表記されることもある（「義烈百人一首」など）[45]。
- 宗家の虎の印判に呼応し、「如意成就」と刻まれた龍の印章を使用した（後に印文未詳の印章も用いている）[9]。
- 元八王子北條氏照まつりが開催されている。
- 八王子市滝山町にある少林寺は、氏照ゆかりの寺として伝わっている[46]。